# Мастера секса
«Мастера секса» (англ. Masters of Sex) — американский драматический телесериал, премьера которого состоялась 29 сентября 2013 года на кабельном канале Showtime. Сериал создан на основе одноимённой книги-биографии о деятельности исследовательской группы Уильяма Мастерса и Вирджинии Джонсон, исследовавших цикл сексуальных реакций человека. Премьера второго сезона состоялась 14 июля 2014 года. 20 августа того же года канал Showtime объявил о возвращении сериала на 12-серийный третий сезон, премьера которого намечена на 12 июля 2015 года. 11 августа 2015 года канал Showtime продлил сериал на 4 сезон..
30 ноября 2016 Showtime закрыл сериал.

## Сюжет
Действие сериала происходит в 1950—1960-е годы. Доктор Уильям Мастерс возглавляет исследования сексуальной жизни человека. Они начинаются в Университете Вашингтона в Сент-Луисе и затем продолжаются в других научных учреждениях и клиниках. Мастерса интересуют закономерности в фазах, через которые проходит сексуальное возбуждение мужчины и женщины, а также возможные отклонения.

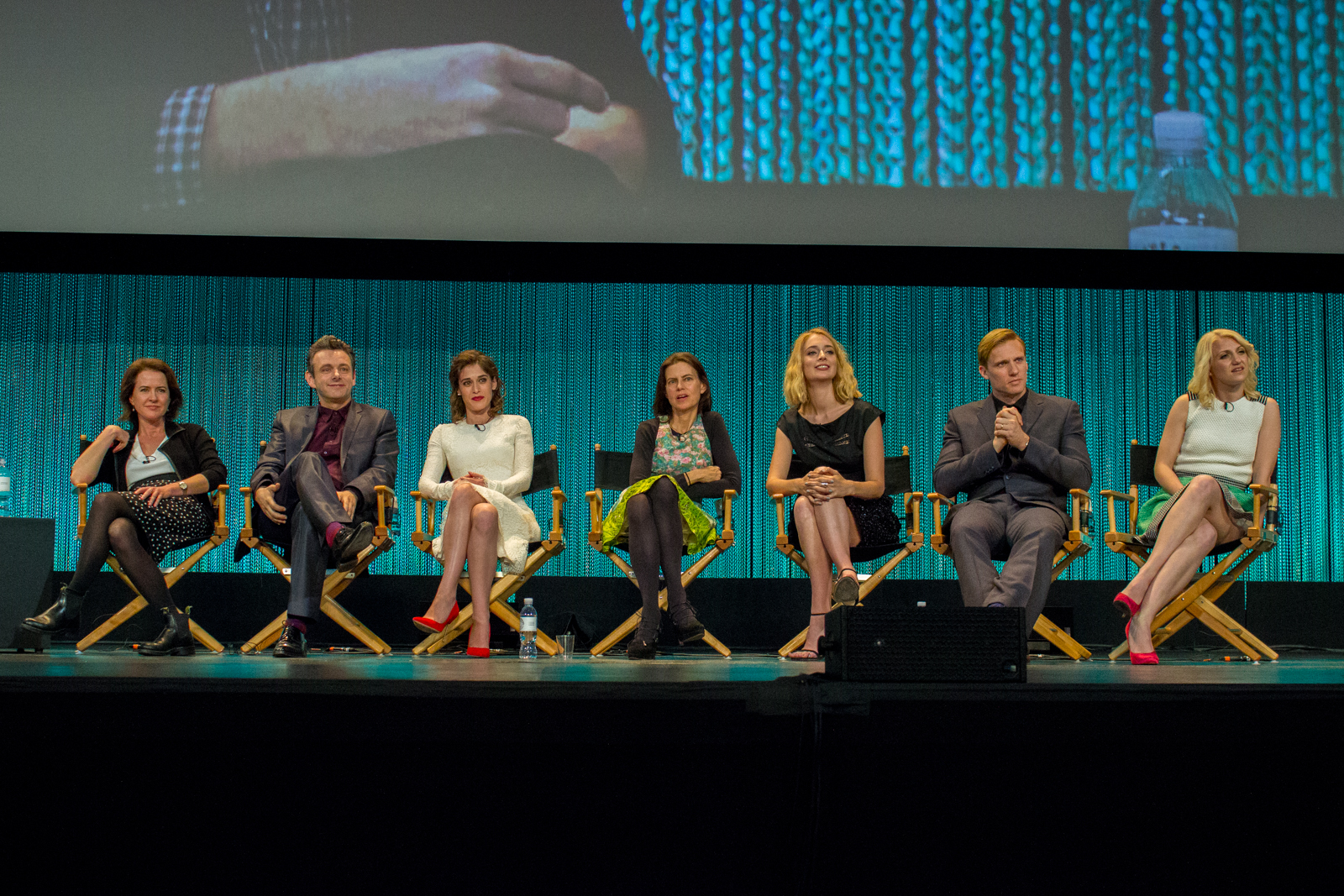
Команда сериала «Мастера секса» (2014)

К разработкам Мастерса присоединяется недавно разведённая Вирджиния Джонсон, сначала как секретарша, а затем как коллега и партнёрша. Их связывают сложные романтические отношения. В ходе исследований Мастерсу и Джонсон приходится преодолевать многочисленные предубеждения и ложные представления участников экспериментов и коллег. В лабораторных исследованиях принимают участие разные испытуемые, в том числе: обычные семейные пары, проститутки, гомосексуалы, люди с проблемами в половой сфере.

## Актёры и персонажи

### Основной состав
| Актёр               | Роль              |
| ------------------- | ----------------- |
| Майкл Шин           | Уильям Мастерс    |
| Лиззи Каплан        | Вирджиния Джонсон |
| Кэйтлин Фицджеральд | Либби Мастерс     |
| Николас Д’Агосто    | Итан Хаас         |
| Тедди Сирс          | Остин Лэнгхэм     |
| Аннали Эшфорд       | Бетти Димелло     |

### Второстепенный состав
| Актёр              | Роль                |
| ------------------ | ------------------- |
| Бо Бриджес         | Бёртон Скалли       |
| Марго Мартиндейл   | Мисс Хоршоу         |
| Энн Дауд           | Эстебрукс Мастерс   |
| Джулианна Николсон | доктор Лилиан ДеПол |
| Эллисон Дженни     | Маргарет Скалли     |
| Роуз Макайвер      | Вивиан Скалли       |
| Элен Йорк          | Джейн Мартин        |
| Николь Том         | Морин               |
| Артемис Пебдани    | Фло                 |
| Мэгги Грейс        | Эпизод              |
| Изабель Фурман     | Тесса Джонсон       |

## Награды и номинации
- 2013 — три номинации на премию «Спутник»: лучший драматический телесериал, лучшая мужская роль в драматическом телесериале (Майкл Шин), лучшая женская роль в драматическом телесериале (Лиззи Каплан).
- 2014 — две номинации на премию «Золотой глобус»: лучший драматический телесериал, лучшая мужская роль в драматическом телесериале (Майкл Шин).
- 2014 — премия «Эмми» за лучшую женскую роль второго плана в драматическом телесериале (Эллисон Дженни), а также 4 номинации: лучшая женская роль в драматическом телесериале (Лиззи Каплан), лучшая мужская роль второго плана в драматическом телесериале (Бо Бриджес), лучшая работа художника-постановщика для исторического телесериала, лучший дизайн заставки для титров.
- 2014 — премия Американского института киноискусства за лучшую телепрограмму года.
- 2014 — две номинации на премию Гильдии сценаристов США за лучший новый телесериал и за лучшую эпизодическую драму.
- 2014 — две номинации на премию «Спутник»: лучшая женская роль в драматическом телесериале (Лиззи Каплан), лучшая мужская роль в драматическом телесериале (Майкл Шин).
- 2015 — три номинации на премию «Эмми»: лучшая женская роль второго плана в драматическом телесериале (Эллисон Дженни), лучшая мужская роль второго плана в драматическом телесериале (Бо Бриджес), лучшая работа художника для повествовательной исторической программы.
- 2015 — номинация на премию Американского общества специалистов по кастингу за лучший кастинг для драматического телесериала.
- 2016 — три номинации на премию «Эмми»: лучшая женская роль второго плана в драматическом телесериале (Эллисон Дженни), лучшая работа художника для повествовательной исторической программы, лучшие причёски.
- 2017 — номинация на премию «Эмми» за лучшую работу художника для повествовательной исторической программы.